# Epidendrum dejeaniae
Epidendrum dejeaniae là một loài thực vật có hoa trong họ Lan. Loài này được Chiron, Hágsater & L.Sánchez mô tả khoa học đầu tiên năm 2006.